# Superpuchar Czech w piłce siatkowej mężczyzn
Superpuchar Czech w piłce siatkowej mężczyzn (cz. Český Superpohár ve volejbalu mužů) – cykliczne rozgrywki w piłce siatkowej organizowane corocznie przez Czeski Związek Piłki Siatkowej (Český volejbalový svaz, ČVS), w których rywalizują ze sobą mistrz i zdobywca Pucharu Czech. 
Mecz o siatkarski Superpuchar Czech jak dotychczas rozegrany został dwa razy: w latach 2020-2021. W obu spotkaniach zwyciężył VK ČEZ Karlovarsko.

## Historia
Rozgrywki o superpuchar Czech utworzone zostały w 2021 roku. Pierwsza edycja odbyła się 20 września 2020 roku w hali sportowej Dukla w Libercu. W premierowym meczu rywalizowali mistrz Czech w sezonie 2020/2021 – VK ČEZ Karlovarsko oraz zdobywca Pucharu Czech w tym sezonie – VK Dukla Liberec. Spotkanie zakończyło się zwycięstwem w czterech setach drużyny z Karlowych Warów. Najlepiej punktującym graczem meczu był Patrik Indra (19 pkt). Tego samego dnia odbył się również mecz o superpuchar kobiet, w którym VK Dukla Liberec pokonał PVK Olymp Praha.
Drugi mecz o superpuchar Czech miał miejsce 19 września 2022 roku w hali sportowej Na Střelnici w Svitavach. Wzięli w nim udział mistrz Czech w sezonie 2021/2022 – VK ČEZ Karlovarsko oraz zdobywca Pucharu Czech 2022 – VK Jihostroj České Budějovice. Drugi raz z rzędu superpuchar zdobył VK ČEZ Karlovarsko, wygrywając w trzech setach. MVP spotkania wybrany został Estończyk Martti Juhkami. Najlepiej punktującym graczem był Kewin Sasak (17 pkt).

## Triumfatorzy
| Edycja | Data       | Miejsce spotkania                    | 1. miejsce                        | 2. miejsce                                             | Wynik spotkania                  |
| ------ | ---------- | ------------------------------------ | --------------------------------- | ------------------------------------------------------ | -------------------------------- |
| 1      | 20.09.2021 | Sportovní hala Dukla, Liberec        | VK ČEZ Karlovarsko (Mistrz Czech) | VK Dukla Liberec (Zdobywca Pucharu Czech)              | 3:1 (25:19, 20:25, 25:14, 26:24) |
| 2      | 19.09.2022 | Sportovní hala Na Střelnici, Svitavy | VK ČEZ Karlovarsko (Mistrz Czech) | VK Jihostroj České Budějovice (Zdobywca Pucharu Czech) | 3:0 (25:17, 25:20, 25:21)        |

## Bilans klubów
| Klub                          | złoto | srebro |
| ----------------------------- | ----- | ------ |
| VK ČEZ Karlovarsko            | 2     | 0      |
| VK Dukla Liberec              | 0     | 1      |
| VK Jihostroj České Budějovice | 0     | 1      |